# Anderle Knoll
Koordinaten: 67° 30′ S, 9° 0′ W
Der Anderle Knoll ist ein Tiefseeberg im antarktischen Weddell-Meer. Er liegt weit vor der Prinzessin-Martha-Küste des ostantarktischen Königin-Maud-Lands.
Die Benennung des Felsens geht auf den Vermessungsingenieur und Glaziologen Heinrich Hinze vom Alfred-Wegener-Institut zurück und ist seit 1997 international anerkannt. Namensgeber ist der US-amerikanische Mathematiker Richard John Anderle (* 1926), eine Kapazität auf dem Gebiet der Satellitengeodäsie.